# Heteropterna laterociliata
Heteropterna laterociliata är en tvåvingeart som beskrevs av Loïc Matile 1990. Heteropterna laterociliata ingår i släktet Heteropterna och familjen platthornsmyggor. Inga underarter finns listade i Catalogue of Life.